# Halet Hob
Halet Hob (араб. حالة حب‎ — «Состояние любви») — девятый по счёту альбом ливанской певицы Элиссы, производство которого осуществила компания «Rotana». Релиз альбома состоялся 25 июля 2014 года. На официальном канале в YouTube компании «Rotana» зарегистрировано многомилионное прослушивание альбома и его песен. Через месяц после релиза альбом занимал третью позицию на сайте Billboard по продажам.

## Состав альбома
Альбом состоит из 14 песен, 12 из которых на египетском, а 2 остальных на ливанском диалектах арабского языка. На основе двух песен альбома были сняты видеоклипы «Hob Kol Hayati» (араб. حب كل حياتي‎ — «Любовь всей моей жизни») и «Ya Merayti» (араб. يا مرايتي‎ — «О моё зеркало»). Режиссёром клипов выступила Анджи Джамал. В альбом также вошла песня египетского певца 60-70 годов Абдельхалима Хафеза «Awel Mara» (араб. أول مرة‎ — «В первый раз») в исполнении певицы. В списке песен альбома своё место нашла и песня «Helwa Ya Baladi» (араб. حلوة يا بلدي‎ — «Моя прекрасная страна»), которую исполняла певица и актриса итальянского происхождения Далида.

## Список композиций
| №  | Песня                         | Перевод на русский         | Язык                          | Длительность |
| -- | ----------------------------- | -------------------------- | ----------------------------- | ------------ |
| 1  | حب كل حياتي/Hob Kol Hayati    | Любовь всей моей жизни     | арабский (египетский диалект) | 03։34        |
| 2  | حالة حب/Halet Hob             | Состояние любви            | арабский (египетский диалект) | 05:09        |
| 3  | يا مرايتي/Ya Merayti          | О моё зеркало              | арабский (ливанский диалект)  | 04:30        |
| 4  | حلوة يا بلدي/Helwa Ya Baladi  | Моя прекрасная страна      | арабский (египетский диалект) | 03:44        |
| 5  | بطلي تحبيه/Bataly Tahebeeh    | Перестань любить его       | арабский (египетский диалект) | 04։14        |
| 6  | قد الأيام/Add El Ayam         | Длительностью суток        | арабский (египетский диалект) | 04:55        |
| 7  | إنسانة بريئة/Insana Bereeaa   | Невинная девушка           | арабский (египетский диалект) | 04:54        |
| 8  | وجعت قلبى/Wagat Alby          | Ранил моё сердце           | арабский (египетский диалект) | 04:55        |
| 9  | أنا مجنونة/Ana Majnoona       | Я безумная                 | арабский (ливанский диалект)  | 04:45        |
| 10 | برغم الظروف/Beraghm El Zorouf | Несмотря на обстоятельства | арабский (египетский диалект) | 04:52        |
| 11 | عمر جديد/Omr Gedid            | Новая жизнь                | арабский (египетский диалект) | 03:52        |
| 12 | أنا نفسي/Ana Nefssi           | Я желаю                    | арабский (египетский диалект) | 04:25        |
| 13 | لو اتقابلنا/Law Etaabelna     | Если мы встретились        | арабский (египетский диалект) | 03:59        |
| 14 | أول مرة/Awel Mara             | В первый раз               | арабский (египетский диалект) | 05:07        |